# Battle of Britain Monument
Battle of Britain Monument – rzeźba znajdująca się w centralnym Londynie (Anglia) przy Victoria Embankment z widokiem na Tamizę. Powstała w hołdzie tym, którzy walczyli w bitwie o Anglię w 1940 roku, podczas II wojny światowej. 

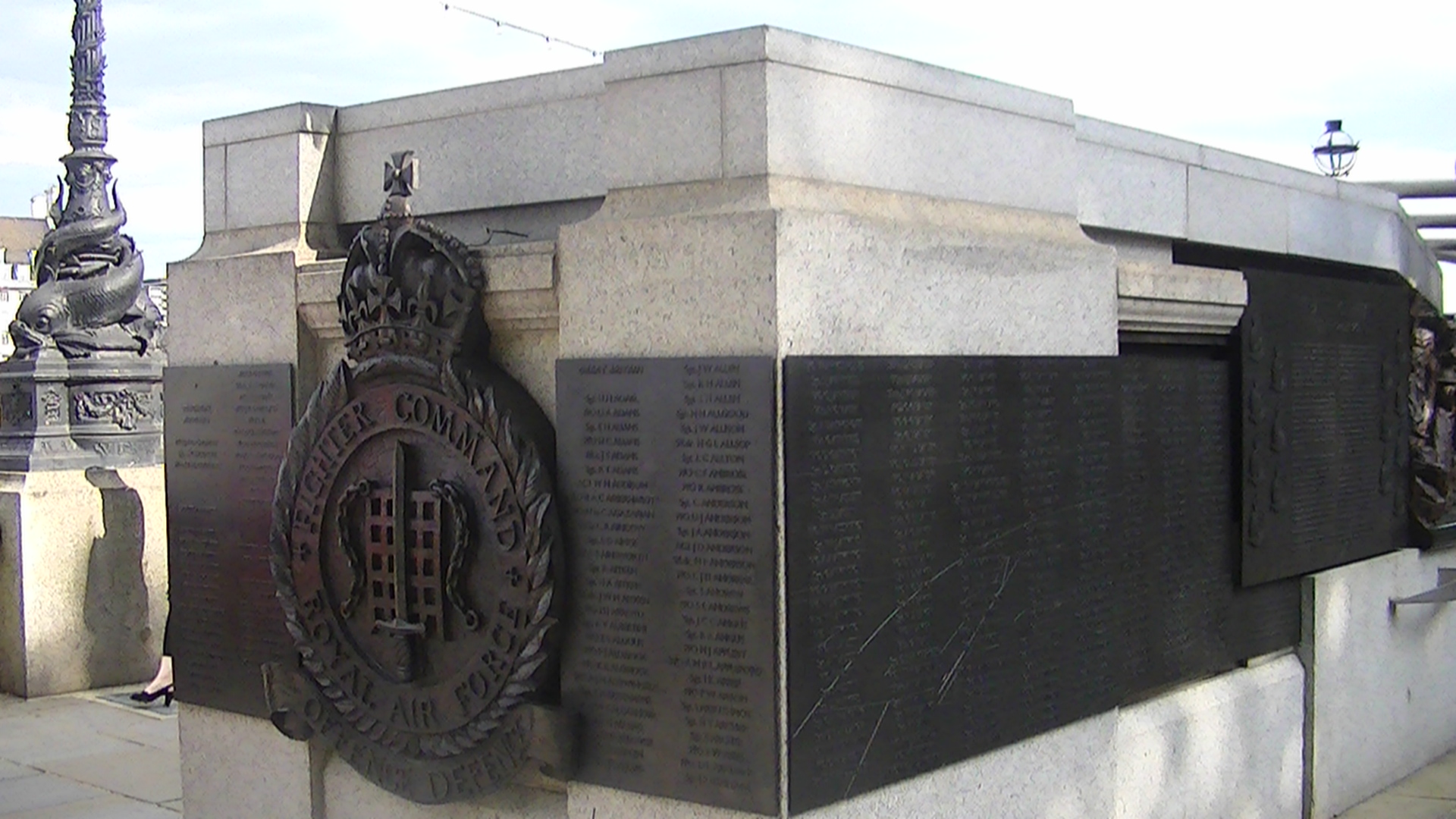
Tablice z nazwiskami lotników

Została odsłonięta 18 września 2005, w 65. rocznicę bitwy, przez Karola, księcia Walii i Kamilę, księżną Kornwalii, w obecności lotników, którzy brali udział w walkach. Co roku odbywają się nabożeństwa upamiętniające wydarzenia, pierwsze miało miejsce w 1943 roku w Katedrze św. Pawła, a kolejne w Opactwie Westminsterskim.
Projektantem pomnika był Bill Bond, założyciel Battle of Britain Historical Society, który otrzymał później Order Imperium Brytyjskiego za swoje zasługi dla dziedzictwa. Bond zebrał również fundusze potrzebne na budowę. Koszt wyniósł 1,74 miliona funtów.
Rzeźbę stanowi granitowy panel o długości 25 metrów, ozdobiony płaskorzeźbami, przedstawiającymi sceny z bitwy o Anglię. Najważniejszym elementem rzeźby są naturalnej wielkości figury lotników. Zewnętrzna część rzeźby wyłożona jest brązowymi tablicami, na których wypisane są nazwiska wszystkich lotników, biorących udział w bitwie po stronie aliantów.
Autorem pomnika jest Paul Day, a architektami Donald Insall Associates. Pomnik został odlany przez Morris Singer, najstarszą na świecie odlewnię artystyczną, która odlała również wiele wybitnych rzeźb i posągów w Londynie i na całym świecie, w tym lwy i fontanny na Trafalgar Square.